# مزعله، جرابلس
مزعله (به عربی: مزعلة) یک روستا در سوریه است که در ناحیه مرکز جرابلس واقع شده‌است. مزعله ۹۸۷ نفر جمعیت دارد.